# Sanmu
Sanmu (山武市, Sanmu-shi) is een stad in de prefectuur Chiba, Japan. In 2013 telde de stad 53.728 inwoners.
In 2011 werd Sanmu geraakt door een tsunami als gevolg van een zware zeebeving die zich voordeed voor de noordoostkust van Honshu.

## Geschiedenis
Op 27 maart 2006 ontstond Sanmu als stad (shi). Dit gebeurde door het samenvoegen van de gemeenten Sanbu (山武町), Matsuo (松尾町), Naruto (成東町) en het dorp Hasunuma (蓮沼村).
Steden:
Abiko · Asahi · Chiba (hoofdstad) · Choshi · Funabashi · Futtsu · Ichihara · Ichikawa · Inzai · Isumi · Kamagaya · Kamogawa · Kashiwa · Katori · Katsuura · Kimitsu · Kisarazu · Matsudo · Minamiboso · Mobara · Nagareyama · Narashino · Narita · Noda · Oamishirasato · Sakura · Sanmu · Shiroi · Sodegaura · Sosa · Tateyama · Tomisato · Togane · Urayasu · Yachimata · Yachiyo · Yotsukaido

Districten:
Awa · Chosei · Inba · Isumi · Katori · Sanbu
Gemeenten per district